# Sargocentron coruscum
El carajuelo de arrecife, matejuelo o candil rayado, es la especie Sargocentron coruscum, un pez marino de la familia holocéntridos, distribuida por aguas de la costa oeste del océano Atlántico desde Florida (Estados Unidos) hasta el sur de Brasil, así como por el golfo de México y todo el mar Caribe.

## Anatomía
Morfología corporal similar a otros peces de la familia, con una longitud máxima descrita de 15 cm. Tienen el cuerpo comprimido lateralmente, hocico con espínulas prominentes, con espina extendiéndose por dentro de la apertura narial posterior; rayas blancas en los laterales superiores, separadas por amplias franjas oscuras. Cuerpo con franjas alternadas de rojo y blanco plateado, espinosa aleta dorsal roja, blanca en las puntas, con un gran punto negro entre las primeras 3 o 4 espinas.
Tiene once espinas en la aleta dorsal y cuatro en la aleta anal.

## Hábitat y biología
Vive en mares tropicales asociado a arrecifes, prefiriendo las aguas superficiales entre 1 y 30 metros, en arenas o rocas, permaneciendo cerca de los agujeros en el arrecife donde esconderse cuando se siente en peligro. De hábitos cazadores nocturnos.

## Importancia para el hombre
Carece de importancia pesquera. Se han detectado casos de envenenamiento por ciguatera.